# Vulpășești
Vulpășești – wieś w Rumunii, w okręgu Neamț, w gminie Sagna. W 2011 roku liczyła 754 mieszkańców.